# Фрањо Фердербер
Фрањо Фердербер (или Фриц Фердербер; Загреб, 1895 — непознато време и место смрти) био је југословенски фудбалер.

## Каријера
Био је познат и под именом Фриц у неким архивама. Надимци су му били Фрицика и Мона. Играо је на позицији бека од 1918. до 1924. за загребачки Грађански.
Рано је завршио играчку каријеру 1924. године, јер је имао један од најбољих ресторана у Загребу. Био је власник хотела „Асторија” у Петрињској улици, где су одседали скоро сви спортисти, клубови и репрезентације.
За репрезентацију Југославије одиграо је једну утакмицу. Наступио је октобра 1922. против Пољске у Загребу (резултат 1:3).
Непознато је време, место и околности смрти Фердербера.

## Наступи за репрезентацију Југославије
| #  | Датум            | Место  | Противник | Резултат | Гол | Такмичење            |
| -- | ---------------- | ------ | --------- | -------- | --- | -------------------- |
| 1. | 1. октобар 1922. | Загреб | Пољска    | 1:3      | 0   | Пријатељска утакмица |